# Caraguata mantiqeira
Caraguata mantiqeira es un coleóptero de la familia Chrysomelidae.
Fue descrita científicamente por primera vez en 1958 por Bechyne.